# Cattedrale di San Raffaele
La cattedrale di San Raffaele di Rafaela è la chiesa madre della diocesi di Rafaela in Argentina.

## Storia

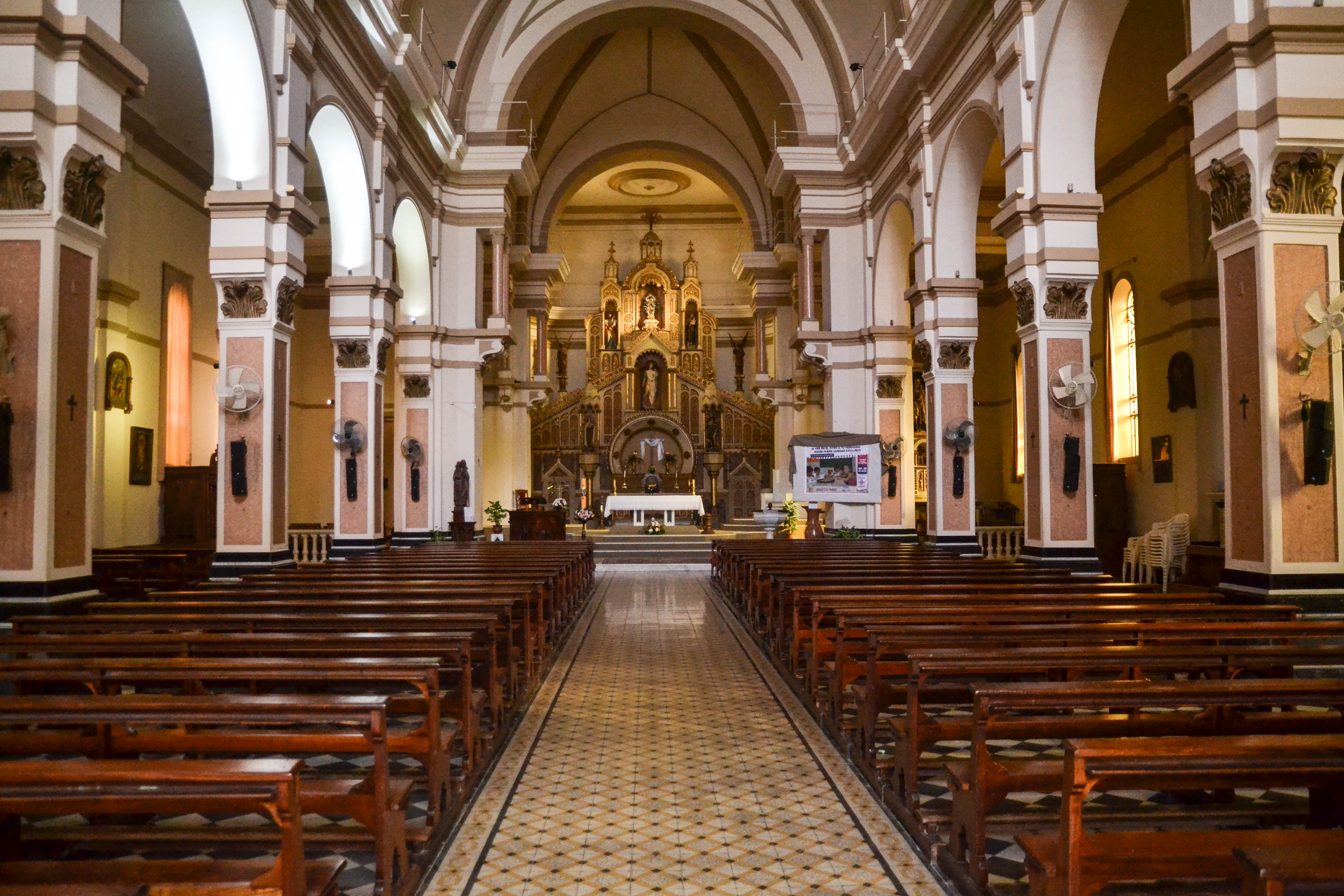
Interno della cattedrale

Una prima chiesa cattolica venne inaugurata il 25 ottobre 1887. Nel 1902, visto lo stato di deterioramento in cui versava questa cappella, venne creata una commissione, presieduta da Faustino Ripamonti e composta da altre sedici personalità illustri della città avente l'obiettivo di costruire una nuova chiesa che potesse inoltre accogliere una maggior quantità di fedeli vista la rapida crescita della comunità rafaelina.
Nel 1912, infine, iniziarono i lavori di costruzione della nuova chiesa, affidati alla ditta di Carlos Nicolini e figli. Il progetto, invece, venne concepito dall'architetto Domingo Tettamanti.
Il grande campanile frontale venne realizzato successivamente, tra il 1929 e il 1937, per volontà di Luisa Ripamonti.